# Bianca (telenovela)
Bianca era una telenovela argentina producida y dirigida para ATC (hoy Televisión Pública) en 1980. Fue protagonizada por Dora Baret y Víctor Hugo Vieyra. Además contó con las participaciones estelares de Arturo Bonín, Mirta Busnelli e Ignacio Quirós.

## Argumento
En Italia, una mujer quiere encontrarle sentido a su vida. Tras muchos desencuentros, el amor de su vida viaja a América, a dondé no llega por un accidente.

## Elenco
- Dora Baret - Bianca
- Víctor Hugo Vieyra
- Arturo Bonín
- Ignacio Quirós
- Mirta Busnelli - Ángela
- Aída Luz
- Enrique Kossi
- Amelia Bence
- Elizabeth Makar
- Edith Boado
- Darío Grandinetti
- Natacha Nohani
- Daniel Lago
- Graciela Cimer
- Nelly Tesolín
- Ernesto Larrese
- Marisa Carreras
- Sergio Vallina
- Stella de la Rosa

## Equipo de producción
- Historia: Luigi Pirandello
- Adaptación: Carlos Lozano Dana
- Escenografía: Rolando Fabián
- Técnico de iluminación: Luis Nigro
- Dirección: Pedro Pablo Bilán
- Productor: Carlos Lozano Dana